# Eupithecia rufa
Eupithecia rufa là một loài bướm đêm trong họ Geometridae.